# 도글라스 산투스
도글라스 두스 산투스 주스치누 지멜루(포르투갈어: Douglas dos Santos Justino de Melo, 1994년 3월 22일 ~ )는 도글라스 산투스(포르투갈어: Douglas Santos)로 잘 얄려진 브라질의 축구 선수로 포지션은 레프트백이다. 현재 러시아 프리미어리그의 제니트 상트페테르부르크에서 활약하고 있다.

## 선수 경력

### 아틀레치쿠 미네이루
2015시즌 리그 베스트 11에 선정되었다.